# 矮华南远志
矮华南远志（学名：Polygala glomerata var. pygmaea）为远志科远志属下的一个变种。